# جون ويليام بيرسون
جون ويليام بيرسون (بالإنجليزية: John William Pearson)‏ هو عسكري أمريكي، ولد في 19 يناير 1808 في مقاطعة يونيون في الولايات المتحدة، وتوفي في 30 سبتمبر 1864 في أوغستا في الولايات المتحدة.